# Ricardo de Shrewsbury
Ricardo de Shrewsbury, duque de York y de Norfolk (Shrewsbury, Shropshire; 17 de agosto de 1473-Torre de Londres, 6 de julio de 1483) era hijo del rey Eduardo IV y de su esposa Isabel Woodville. Era el sexto vástago y el segundo hijo varón de este matrimonio. Es conocido como uno de los Príncipes de la Torre junto a su hermano Eduardo.

## Primeros años

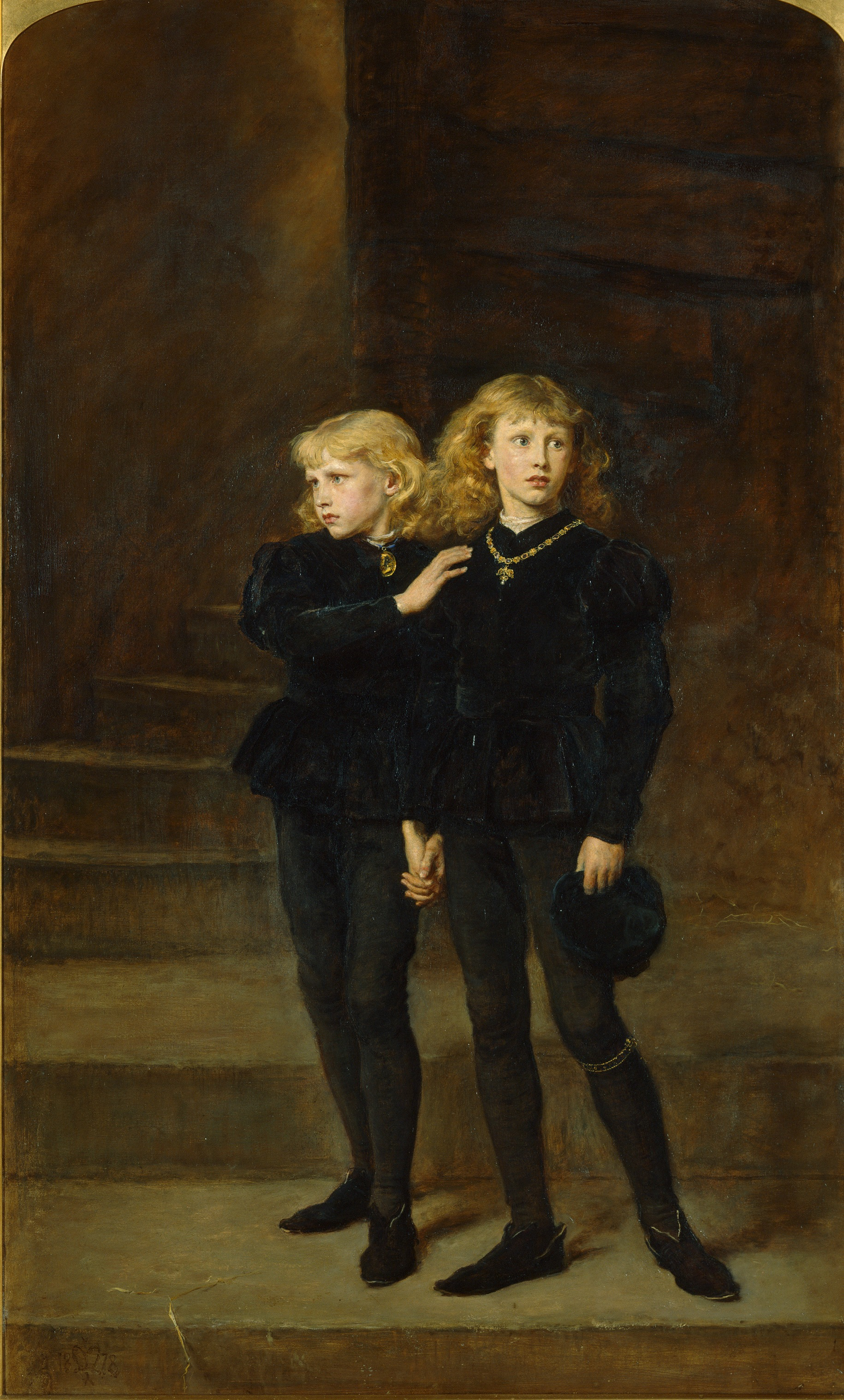
Ricardo (izquierda) y su hermano Eduardo V en la Torre de Londres, por John Everett Millais.

Fue nombrado Duque de York en 1474, apenas un año después de su nacimiento y casado en enero de 1478, a la corta edad de cuatro años con Ana de Mowbray de cinco. Su esposa había heredado las propiedades Mowbray dos años antes, un extenso conjunto de bienes raíces, fortuna y privilegios asociados a su familia. Por su parte Ricardo heredó al enviudar el ducado de su suegro, que no podía ser transmitido por vía femenina, siendo nombrado duque de Norfolk en 1481. A la muerte de su padre, el 9 de abril de 1483, su custodia y la de su hermano, el rey Eduardo V, fue traspasada al Lord Protector designado por el testamento del difunto rey, su tío Ricardo Plantagenet, duque de Gloucester quien además presidía el Consejo de Regencia.
Por aquel entonces se hizo público a través de su tío que el rey Eduardo IV se había casado en 1461 con Leonor Talbot, tres años antes de contraer matrimonio con Isabel Woodville. Pese a que tanto Eduardo como Leonor estaba muertos para entonces, existía un testigo de tales hechos, Robert Stillington, obispo de Bath. Ante tales hechos, el Consejo de Regencia que funcionaba dada la minoría de edad del rey declaró al matrimonio de sus padres como bígamo, por lo que todos los hijos de ellos se convertían en ilegítimos. Destronado su hermano Eduardo V y él mismo apartado de la línea de sucesión el 25 de junio de 1483, el Parlamento proclamó a su tío Ricardo como el heredero legítimo y fue coronado rey como Ricardo III.

## Desaparición
A mediados de aquel año fue trasladado con la venia de su madre, para reunirse con el depuesto rey a la Torre de Londres (en esa época un palacio real), lugar desde el cual se pierde su rastro. Los niños fueron conocidos como los Príncipes de la Torre y se supone que el nuevo rey ordenó su muerte. Cómo, cuándo y dónde ha sido tema de debate durante largos años, aunque es probable que los pequeños cadáveres encontrados en la Torre en 1674 correspondan a estos desafortunados príncipes, aunque en ningún caso existen pruebas concluyentes de ello.

## Posible supervivencia

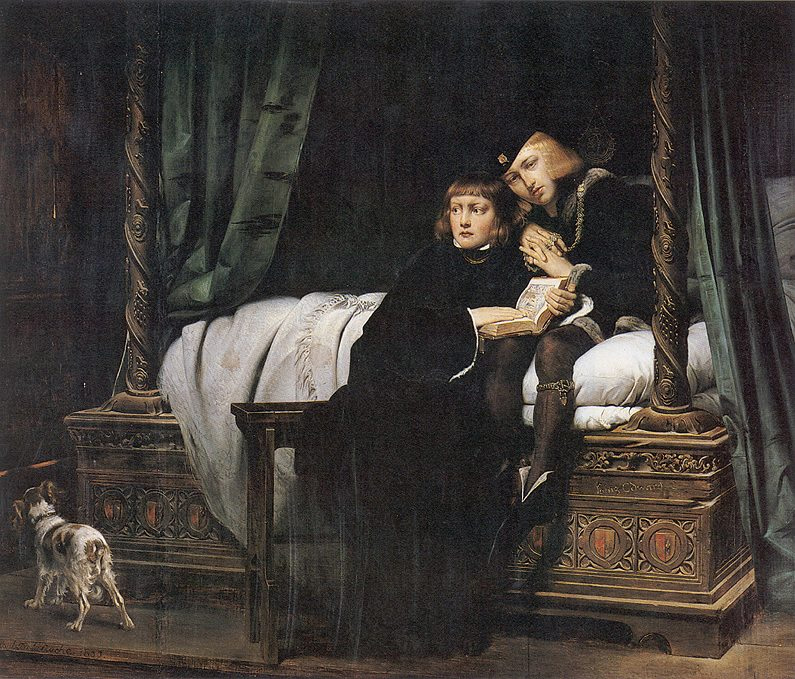
Eduardo V y Ricardo de Shrewsbury.
"Los hijos de Eduardo", por Paul Delaroche.

Desde su desaparición junto a su hermano mayor en 1483, su destino ha sido incierto, y se supone que el nuevo rey, su tío Ricardo III, ordenó su muerte. Durante el reinado de Enrique VII, dos individuos que afirmaron ser Ricardo, uno de ellos fue Lambert Simnel que inicialmente dijo ser Ricardo, antes de cambiar su historia y decir que era Eduardo Plantagenet, 17.º conde de Warwick.
Perkin Warbeck aseguraba ser Ricardo 1.er Duque de York, y reclamó el trono inglés por primera vez en la corte de Borgoña en 1490. Fue recibido por Carlos VIII de Francia y fue reconocido oficialmente como Ricardo de Shrewsbury por su tía Margarita de York, que era la hermana mayor de Eduardo IV y viuda de Carlos I, duque de Borgoña. No se sabe si ella conocía o no que era un fraude, pero ella le avaló en su camino hacia la corte de York. Warbeck fue capturado en la Abadía de Beaulieu (Hampshire), donde se rindió en 1497. Enrique VII tomó el Taunton el 4 de octubre de 1497 y Warbeck fue encarcelado, primero en Taunton y a continuación en la Torre de Londres, donde llegó "desfilando por las calles a caballo en medio de las burlas y el escarnio de los ciudadanos".
Enrique logró obtener del pretendiente al trono la confesión de que era Perkin Warbeck o Pierquin Wesbecque, hijo de un marino flamenco y nacido en Tournai en 1474. Después de la lectura de su "confesión", Warbeck fue colgado en la horca.
Parece ser que Perkin Warbeck se asemejaba a Eduardo IV, lo que ha dado lugar a especulaciones de que podría haber sido un hijo ilegítimo suyo o al menos alguien con una verdadera relación con la Casa de York. Algunos historiadores incluso han llegado a afirmar que efectivamente Warbeck era Ricardo, Duque de York, aunque no está comprobado.

## En la ficción

### Series de televisión
| Año             | Título             | Intérprete     | Director   |
| --------------- | ------------------ | -------------- | ---------- |
| 2017 - presente | The White Princess | Patrick Gibson | -          |
| 2013            | The White Queen    | Ted Allpress   | James Kent |